# میساء جباره
میساء جباره (زادهٔ ۲۰ سپتامبر ۱۹۸۹) بازیکن فوتبال اهل اردن است.
وی همچنین در تیم ملی فوتبال زنان اردن بازی کرده‌است.